# Juan Bautista Bellveser Gorina
Juan Bautista Bellveser Gorina (Barcelona, c. 1841 - Burjasot, Valencia, 16 de abril de 1916) fue un empresario y político español. Desempeñó interinamente el cargo de jefe carlista de Valencia en distintas ocasiones.

## Biografía
Era hijo del médico Juan Bellveser León, natural de Mahón, y de Manuela Gorina Altet, procedente de Palma de Mallorca. Su padre, que en 1842 ingresó en la Sociedad Médica General de Socorros Mutuos, fue primer Ayudante del Regimiento de Infantería de Cataluña número 1.º y posteriormente fue destinado a la isla de Puerto Rico, donde falleció en 1852.
Juan Bautista Bellveser estuvo empleado de joven en los ferrocarriles de Valencia a Almansa y Tarragona por el propietario de la línea, el marqués de Campo. Durante la tercera guerra carlista, su empleo le permitiría ayudar al bando de Don Carlos, al que estaba adherido: por él llegaba a Valencia regularmente El Cuartel Real, órgano del partido, y a sus gestiones se debió el que muchos carlistas pudieran evadirse de caer en manos de sus enemigos, y que otros pudieran unirse a los que luchaban en el campo de batalla.
Terminada la guerra, Juan Bautista Bellveser formó parte de todas las entidades y juntas carlistas que en Valencia se fueron constituyendo sucesivamente para reorganizar el partido. Fue varias veces presidente del Círculo y de la Junta provincial tradicionalista, siempre con carácter de interino, porque no quiso nunca desempeñar ningún cargo sino cuando no se encontraba otro alguno que quisiera aceptarlo.
Hacia el año 1892 fue elegido concejal por el distrito de la Audiencia, siendo uno de los primeros concejales carlistas que hubo en Valencia. Según el Diario de Valencia, su labor en el Ayuntamiento fue activa y discreta y mereció grandes alabanzas hasta de sus enemigos políticos, destacando por su buena labor como presidente de la comisión de Hacienda.
Dedicado al comercio, Bellveser instaló en Valencia la primera fábrica de objetos de celuloide. Esta fábrica fue destruida por un incendio en 1906, pero volvió a edificarla y obtuvo con ella pingües ganancias.
Estuvo casado con Vicenta Ibáñez Torres, con quien tuvo por hijos a José, Manuela Vicenta, Juan Bautista, Juan Vicente, Luis y María de los Desamparados Bellveser Ibáñez.